# Хемчикски хребет
Хемчикският хребет (на руски: Хемчикский хребет) е планински хребет в Южен Сибир, в най-южната част на Красноярски край и северната част на Република Тува, в централната част на планинската система Западните Саяни.
Простира се покрай десния бряг на река Болшая Ури (ляв приток на Енисей) на протежение от 70 km. На запад се свързва със Саянския хребет, а на изток завършва със стръмни склонове във водите на Саяно-Шушенското водохранилище. Максимална височина 2246 m (51°52′08″ с. ш. 91°26′48″ и. д. / 51.868889° с. ш. 91.446667° и. д.), разположена в централната му част. Изграден е основно от пясъчници и глинести шисти. Северните му склонове са покрити с кедрово-лиственична тайга, а южните на височина до 1600 – 1700 m са заети основно от планинска лесостеп.

## Топографски карти
- Топографска карта М-46-А; М 1:500 000[2]